# Pachyschelomyia notopleuralis
Pachyschelomyia notopleuralis är en tvåvingeart som beskrevs av Barretto 1950. Pachyschelomyia notopleuralis ingår i släktet Pachyschelomyia och familjen bromsar. Inga underarter finns listade i Catalogue of Life.